# Pont de Galba
El Pont de Galba és un pont romànic damunt del riu Galba, a cavall dels termes comunals de Formiguera i de Puigbalador, a la comarca del Capcir, de la Catalunya del Nord.
Està situat a l'extrem meridional del terme de Puigbalador i al nord-oriental del de Formiguera, a prop al sud-est del poble de Font-rabiosa, al nord-est del d'Esposolla i al nord del de Formiguera.
Passava per aquest pont la Via Redensis, que unia les viles de Carcassona i de Llívia.
El pont té un sol ull, format per un arc de mig punt. És molt semblant al proper Pont de Riutort, amb una obertura d'arcada de 5,5 m a la base i una alçada de 4,5. La calçada que el travessa té una amplada de 2 m. El pont fou arranjat al segle xviii amb la modificació dels murs que encerclaven els muntants del pont, així com amb l'afegitó d'un dispositiu al centre del pont per tal de garantir la seguretat dels transports que el travessaven, Actualment en queda la pedra travessera a banda i banda del centre del pont, on s'ancorava aquest dispositiu.